# Georgina de Albuquerque

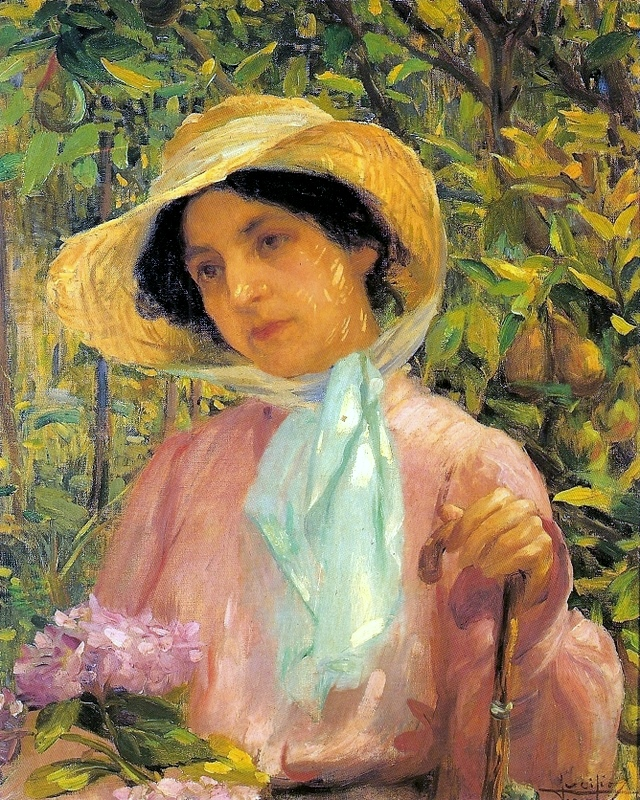
Portret van Georgina de Albuquerque (1907), door Lucílio de Albuquerque. Collectie van Pinacoteca do Estado, São Paulo.

Georgina Moura Andradede de Albuquerque (Taubaté, 4 februari 1885 - Rio de Janeiro, 28 augustus 1962) was een Braziliaans impressionistisch kunstschilder en hoogleraar.
Zij begon haar studie in haar woonplaats, bij de Italiaanse schilder Rosalbino Santoro. Bij hem leerde zij de penselen te hanteren, verf te mengen en perspectief toe te passen.
In 1904 ging zij naar de Escola Nacional de Belas Artes, waar zij leerling werd van Henrique Bernardelli. Daar ontmoette zij schilder Lucílio de Albuquerque, met wie zij trouwde en in 1906 naar Frankrijk verhuisde.
In Parijs studeerde zij aan de École nationale supérieure des beaux-arts en de Académie Julian. In 1911 verhuisde zij terug naar Brazilië, waar zij deelnam aan verschillende tentoonstellingen.
Vanaf 1927 wijdde zij zichzelf aan het onderwijs aan de Escola Nacional de Belas Artes waarvan zij van 1952 tot 1954 directrice was.